# Nagy-szénási turistaház
A Nagy-szénási turistaház (hivatalos nevén Szabó Imre turistaház vagy menedékház) egykori turistaház a Budai-hegységben, Nagykovácsitól északra, a Nagy-Szénás csúcsa alatt. Ma már csak egy emlékfal és két emléktábla jelzi a helyét.

## Története

### Építése
Története összefonódik a magyar munkásmozgalom történetével. A szervezők sokszor csak a természetben tudtak úgy találkozni, hogy ne figyeljék őket.
A turistaház létesítésének gondolata 1923. március 15-én, egy itteni kirándulás során merült fel a Munkás Testedző Egyesület (MTE) néhány tagjában: úgy ítélték meg, hogy a hegy csúcsa alatt, attól kicsivel északra, a Pilisszentiván felé néző lejtő pihenőjében igen jó elhelyezkedésű menedékházat létesíthetnének. A kezdeményezők ehhez segítséget kaptak az Általános Fogyasztási Szövetkezettől, a Szociáldemokrata Párttól és több szakszervezettől, továbbá személy szerint Szabó Imre szociáldemokrata országgyűlési képviselőtől, aki egyben az Munkás Testedző Egyesület elnöke is volt.
A házat 1924–26 között társadalmi munkában építette fel a Munkás Testedző Egyesület Turista Szakosztályának mintegy 200 tagja, akik saját kezűleg hordták fel az építőanyagot és a vizet a hegyre, az építkezés helyszínére. Az első tervekben mintegy 6×4 méteres alapterületű épület falazása nagyrészt pelyvával egybegyúrt-taposott agyag és kőpor felhasználásával készült. A menedékház 1926. május 16-án nyílt meg; létesítéséről Benjámin László költő is megemlékezett egyik versében. A létesítmény a hivatalos nevét Szabó Imréről kapta, aki anyagilag is segítette a ház megvalósulását.
A házat 1927-ben verandával és egy további hálóhelyiséggel, 1934-ben pedig étteremmel bővítették, így több jelentős sport-, illetve turisztikai eseménynek is helyet tudott már adni – 1938-ban például itt rendezték a háború előtti utolsó országos munkás síbajnokságot. Miután azonban a hatalom nem nézte jó szemmel az itt folyó élénk egyesületi élet munkásmozgalmi jellegét, politikai színezetét, a csendőrség Pilisvörösvárról induló őrjáratai gyakran felkeresték a menedékházat.

### A szocializmus időszakában
1949-ben az ekkor 35 férőhelyes épületet államosították, és a Turistaházakat Kezelő Vállalat (TKV) vette kezelésébe, amivel meg is pecsételődött a sorsa, ettől fogva ugyanis semmiféle állagmegóvás, felújítás, fejlesztés nem történt, csak egy emléktábla-avatás 1959. május 24-én, megörökítendő a munkásmozgalmi múltat. A TKV jogutódja, a Turista Ellátó Vállalat (TEV) 1975-ös megszűnését követően a ház teljesen gazdátlanná vált, nem akadt, akinek szándéka és anyagi lehetősége is lett volna az egyre inkább omladozó épület megmentésére. Néhány értékesebbnek tartott „relikviát” a turista szervezetek Gödre menekítettek át, a biztos elkallódás vagy megsemmisülés elől, de magának a háznak a pusztulását már nem volt, aki megállítsa.
A Másfélmillió lépés Magyarországon című honismereti televíziós sorozat forgatásakor, 1979. szeptember 9-én itt is járt a filmes stáb, megörökítve az elhagyatott épületet, sőt helyszíni riport is készült a házat építő egykori MTE-tagokkal. Az épület ekkor még állt, a felvételek tanúsága szerint a falak jó állapotban voltak, a tető pedig javítható lett volna, leginkább csak a nyílászárók szorultak pótlásra. Néhány hónappal később azonban – feltehetőleg nem függetlenül a filmben elhangzott kritikáktól – a budapesti pártbizottság utasítására ledózerolták. A hely ugyanis szerintük „kétes egyének találkozóhelye” volt. Ennek oka lehetett a Poór Istvánnal kapcsolatos eljárás is, aki bizonyos adatok alapján részt vett az itt rendezett happeningeken. Az épület jó ideig kéktúra-bélyegzőhelyként is szolgált.

## Emlékezete
1982 óta emlékfal (Bajnok Béla pilisvörösvári szobrászművész alkotása), továbbá egy 1986-ban állított emlékkő, és néhány megmaradt alapfal jelöli az egykori turistaház helyét. 2016. május 21-én a Pilisszentiváni Sportegyesület szervezésében újabb emléktáblát állítottak a helyszínen, az említett emlékkő alsó részén, a turistaház megnyitásának 90. évfordulója alkalmából.

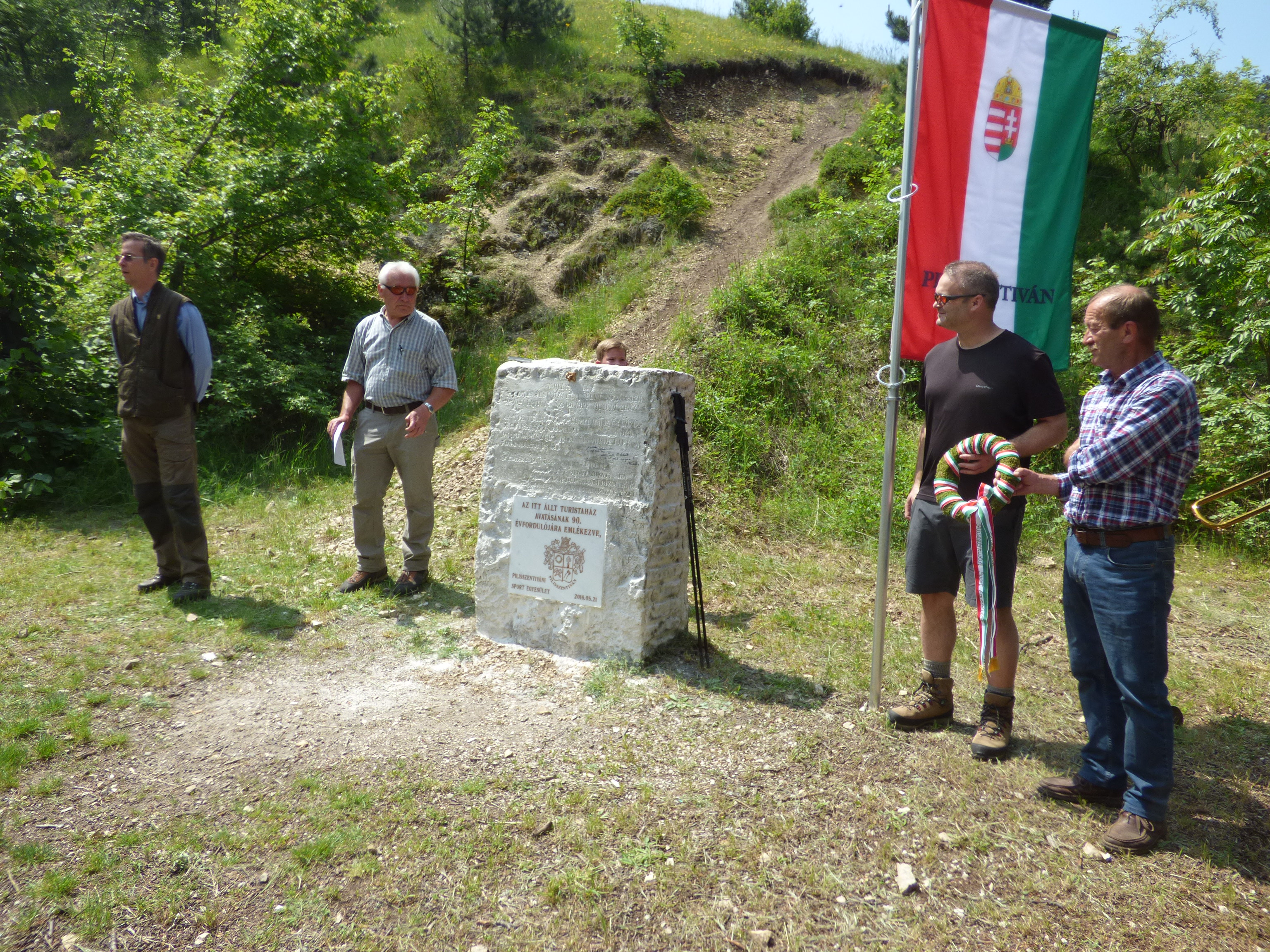
Emléktábla-avatás a Nagy-szénási turistaház emlékére, 2016. május 21.
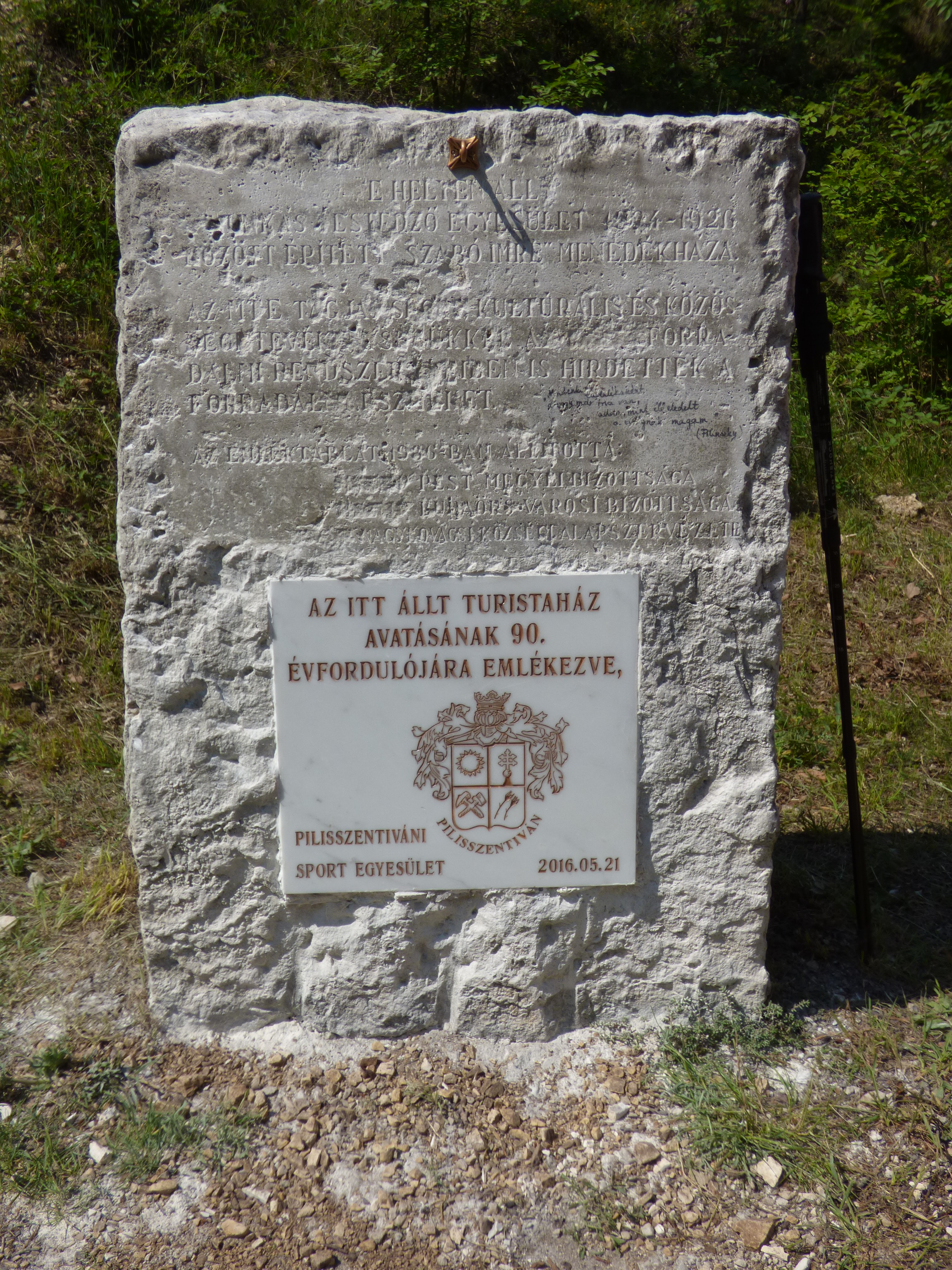
Emlékkő és emléktábla a  turistaház helyén
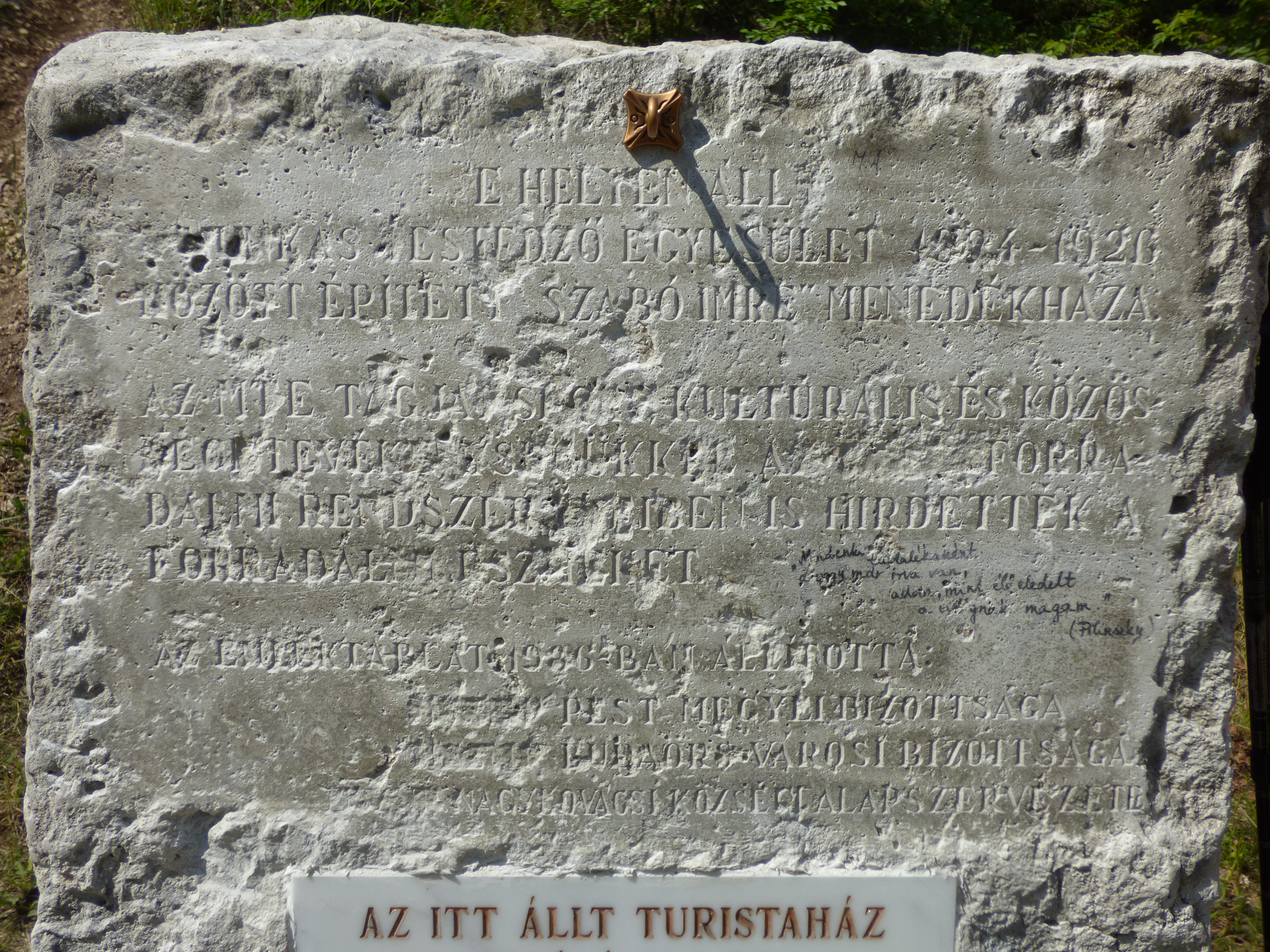
A 80-as években állított emlékkő felirata 2016-ban már nehezen olvasható

## Egyéb turistaházak a környéken
Az 1920-as években három turistaház is létesült egymástól alig néhány kilométernyi távolságra a Nagy-Szénás és a Zsíros-hegy tömbjében. Legkorábban a Sasok otthona épült meg, a nagykovácsi Putz-majort tulajdonló özvegy Putz Jánosné 1923-ban tett felajánlása révén (avatására 1925. július 19-én került sor); a konyha és étterem nélkül működő szálláshely fenntartója a Magyar Turista Egyesületen belül működő „Sasok társasága” volt. Nem sokkal ezután létesült a Nagy-szénási turistaház, a Munkás Turista Egyesület kezdeményezésében (átadás: 1926), végül harmadikként az 1929-re elkészült Zsíros-hegyi turistaház, gyakran említett korabeli nevén a Péntekiek menedékháza, melynek megvalósítását a Magyar Turista Egyesületen belül működő „Péntekiek asztaltársasága” vállalta magára. Utóbbi mellé később még egy különálló, 70 fős befogadóképességű „otthon” is épült, amit 1936. június 7-én avattak fel.
A Sasok otthonának sorsa nem tisztázott, ahogy nem ismert az sem, vajon a megszűnése után lebontották-e, vagy nyaralónak, lakóháznak építették át. A három közül a Zsíros-hegyi működött a legtovább, egészen a 80-as évek végéig. Téves az a hiedelem, mely szerint a Sasok otthona a Nagy-szénási turistaházzal lenne azonos, mert egy, az 1920-30-as évek fordulója környékéről fennmaradt térkép mindhárom turistaházat szerepelteti, és a Sasok otthonának helyét Nagykovácsi üdülőtelepén, a mai Erdész utca környékén jelöli. (Mivel a 19-20. század fordulóján gyakorlatilag ugyanezen a helyen működött a lengyel-cseh Zwierzina-család nagykovácsi bányaüzeme, könnyen elképzelhető az is, hogy a menedékház a bányaüzem valamelyik felhagyott épületének átépítésével, vagy annak építőanyagából létesült.)